# یارا شهیدی
یارا سایه شهیدی (انگلیسی: Yara Sayeh Shahidi؛ زادهٔ ۱۰ فوریهٔ ۲۰۰۰) بازیگر و مدل آمریکایی است. از جمله آثار سینمایی او می‌توان به تصورش کن (۲۰۰۹)، پاکوچولو (۲۰۱۸) و نقش اصلی خورشید هم یک ستاره است (۲۰۱۹) اشاره کرد. تایم نام او را در فهرست «۳۰ فرد تأثیرگذار نوجوانان سال ۲۰۱۶» قرار داد.
او از پدری ایرانی و مادری آفریقایی-آمریکایی است.

## زندگی اولیه

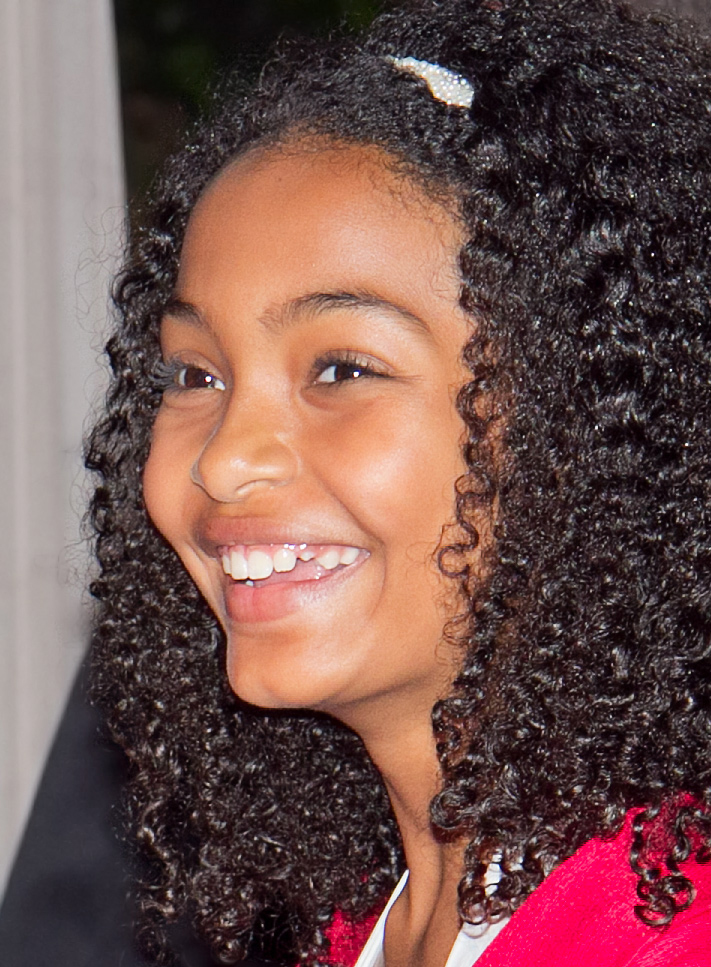
یارا شهیدی در جشنواره بین المللی فیلم تورنتو ۱۳۹۰

یارا شهیدی از پدری ایرانی‌آمریکایی به نام افشین شهیدی در مینیاپولیس ،مینه‌سوتا به دنیا آمد، پدرش عکاس بود و مادرش با نام کری سالتر شهیدی آفریقایی‌آمریکایی وچاکتاو است. زمانی که یارا چهار ساله بود به خاطر کار پدرش افشین به کالیفرنیا رفتند. او خواهر بزرگتر هنرپیشه کودک و مدل سعید شهیدی است، آن‌ها یک برادر کوچکتر به نام احسان هم دارند. رپر آمریکایی ناز که با نام ناس هم شناخته می‌شود خویشاوند (پسردایی) آنهاست.

## فیلم‌شناسی

### فیلم
| سال  | عنوان                  | نقش              | یادداشت‌ها                                                            |
| ---- | ---------------------- | ---------------- | -------------------------------------------------------------------- |
| ۲۰۰۹ | تصورش کن               | اولیویا دانیلسون |                                                                      |
| ۲۰۱۰ | سالت                   | همسایه جوان سالت |                                                                      |
| ۲۰۱۰ | غیرقابل‌تصور            | کیتی             |                                                                      |
| ۲۰۱۱ | کره                    | دستینی           |                                                                      |
| ۲۰۱۲ | الکس کراس              | جانل کراس        |                                                                      |
| ۲۰۱۸ | پاکوچولو               | برندا            | صداپیشه                                                              |
| ۲۰۱۹ | کارآگاه پیکاچو         | دوست‌دختر         |                                                                      |
| ۲۰۱۹ | خورشید هم یک ستاره است | ناتاشا کینگزلی   | نامزد - جوایز برگزیده نوجوانان برای بازیگر زن برگزیدهٔ تابستان (۲۰۱۹) |
| ۲۰۲۰ | بی‌باک                  | ملانی            | صداپیشه                                                              |
| ۲۰۲۱ | گشت پنجه‌ای: فیلم       | کندرا ویلسون     | صداپیشه                                                              |
| ۲۰۲۲ | اژدهای پدرم            |                  | صداپیشه؛ پس‌تولید                                                     |
| ۲۰۲۲ | پیتر پن و وندی         | تینکربل          | پس‌تولید                                                              |

### تلویزیون
| سال        | عنوان                            | نقش                   | یادداشت‌ها                                                                                                 |
| ---------- | -------------------------------- | --------------------- | --- |
| ۲۰۰۷       | دارودسته                         | کانداس وست            | قسمت: «No Cannes Do»                                                                                      |
| ۲۰۰۷       | روبات‌بوی                         | لولا امبولا           | |
| ۲۰۰۹       | در مادری                         | استر                  | ۵ قسمت |
| ۲۰۰۹       | پرونده سرد                       | میشا سالیوان ۹۱       | قسمت: «Read Between the Lines»                                                                            |
| ۲۰۰۹       | جادوگران محله ویورلی             | اولیو                 | قسمت: «Doll House»                                                                                        |
| ۲۰۱۰       | به من دروغ بگو                   | اولیوا                | قسمت: «Teacher and Pupils»                                                                                |
| ۲۰۱۰       | مزخرفاتی که پدرم می‌گوید          | دختر پیش‌آهنگ          | قسمت: «Pilot»                                                                                             |
| ۲۰۱۱       | کیپ                              | لیلا                  | قسمت: «Endgame»                                                                                           |
| ۲۰۱۱       | فمیلی گای                        | دختر کوچولو (صداپیشه) | قسمت: «این یک تله است»                                                                                    |
| ۲۰۱۱       | ریپ سیتی                         | مونتانا               | فیلم تلویزیونی                                                                                            |
| ۲۰۱۲       | یابنده                           | آدینا                 | قسمت: «The Conversation»                                                                                  |
| ۲۰۱۲–۲۰۱۳  | خانواده اول                      | کلویی جانسون          | ۲۳ قسمت                                                                                                   |
| ۲۰۱۳       | رسوایی                           | اولیویا پوپ جوان      | ۲ قسمت |
| ۲۰۱۴       | معلم بد                          | جالیسا                | قسمت: «پایلوت»                                                                                            |
| ۲۰۱۴       | پرورشگاهی‌ها                      | مدی                   | ۲ قسمت |
| ۲۰۱۴–۲۰۲۲  | مایل به سیاه                     | زویی جانسون           | نقش اصلی (فصل۱–۳), نقش تکرارشونده (فصل۴–۸); ۷۹ قسمت                                                       |
| ۲۰۱۶–۲۰۱۸  | شکارچیان ترول: داستان‌های آرکادیا | دارسی اسکات (صداپیشه) | ۱۰ قسمت                                                                                                   |
| ۲۰۱۸–اکنون | بزرگ شده                         | زویی جانسون           | نقش اصلی، همچنین تهیه‌کننده نامزد - جوایز برگزیده نوجوانان برای بازیگر زن تلویزیونی برگزیدهٔ تابستان (۲۰۱۹) |
| ۲۰۱۸–۲۰۱۹  | سه فراری: داستان‌های آرکادیا      | دارسی اسکات (صداپیشه) | ۸ قسمت |
| TBA        | برون‌یابی‌ها                       |                       | سریال آینده                                                                                               |

## جوایز
یارا شهیدی در پانزده‌سالگی توانست جایزهٔ بهترین بازیگر زن سریال‌های کمدی را از NAACP Image دریافت کند.